# Herman Joosten
Herman Joosten (Soest, 10 september 1945) is Nederlands beeldhouwer uit Soest.
Herman Joosten maakt naast abstract werk ook figuratieve kunst in de vorm van personen en dieren. Na het werken met hout en brons gebruikte hij later ook steen.  
Zijn roestvrijstalen werk zonder titel uit 1982 in de vorm van een vliegende vogel staat op de hoek van de Obrechtlaan en de Koningsweg in Soest. 
- RKD-Nederlands Instituut voor Kunstgeschiedenis: 42856